# Вілсон Бойт Кіпкетер
Вілсон Бойт Кіпкетер (англ. Wilson Boit Kipketer; нар. 6 жовтня 1973) — кенійський легкоатлет, який спеціалізувався в стипль-чезі.

## Спортивні досягнення
Срібний олімпійський призер з бігу на 3000 метрів з перешкодами (2000).
Чемпіон світу з бігу на 3000 метрів з перешкодами (1997). Срібний призер з бігу на 3000 метрів з перешкодами на чемпіонаті світу (1999).
Чемпіон світу з кросу в командному заліку (1998, 5-е місце в індивідуальному заліку).
Переможець забігу на 3000 метрів з перешкодами на Кубку світу (2002).
Срібний призер з бігу на 3000 метрів з перешкодами на Африканських іграх (1999) та на чемпіонаті Африки (2002).
Ексрекордсмен світу з бігу на 3000 метрів з перешкодами — 7.59,08 (1997).